# قاداش بینه
قاداش بینه (به لاتین: Qadaşbinə) یک منطقه مسکونی در جمهوری آذربایجان است که در شهرستان بالاکن واقع شده است.